# Догондучи
Догондучи (фр. Dogondoutchi) — город в юго-западной части Нигера, в регионе Досо.

## География
Расположен в 110 км к северо-востоку от города Досо и в 210 км к востоку от столицы страны, города Ниамей, недалеко от границы с Нигерией. Город находится на северной границы зоны саванн и на южной границе засушливой области, известной как сахель.

## Климат
| Показатель                    | Янв. | Фев. | Март | Апр. | Май  | Июнь | Июль | Авг. | Сен. | Окт. | Нояб. | Дек. | Год  |
| ----------------------------- | ---- | ---- | ---- | ---- | ---- | ---- | ---- | ---- | ---- | ---- | ----- | ---- | ---- |
| Средний суточный максимум, °C | 32,7 | 35,4 | 38,7 | 40,6 | 39,8 | 37,3 | 34,0 | 32,1 | 34,0 | 37,1 | 36,2  | 33,0 | 35,8 |
| Средняя температура, °C       | 24,7 | 27,0 | 30,8 | 33,2 | 33,4 | 31,4 | 28,8 | 27,4 | 28,3 | 29,6 | 27,8  | 25,0 | 28,9 |
| Средний суточный минимум, °C  | 16,7 | 18,7 | 22,9 | 25,8 | 27,1 | 25,6 | 23,7 | 22,7 | 22,7 | 22,2 | 19,5  | 17,0 | 22,0 |
| Норма осадков, мм             | 0    | 0    | 1    | 2    | 25   | 59   | 136  | 156  | 67   | 10   | 0     | 0    | 456  |
| Источник: Climate-Data.org    |      |      |      |      |      |      |      |      |      |      |       |      |      |

## Население
Население по данным на 2012 год составляет 41 689 человек; по данным переписи 2001 года оно насчитывало 28 951 человек. Догондучи служит западной границей расселения народа хауса на территории Нигера. Население города представлено преимущественно мусульманами.

## Транспорт
Через Догондучи проходит автомобильная дорога RN1, соединяющая Ниамей на западе и город Диффа на востоке. Имеется аэропорт.